# Parassita (personaggio)
Parassita (Parasite) è il nome di alcuni personaggi immaginari comparsi nelle storie di Superman pubblicate dalla DC Comics. Il Parassita è un supercriminale che possiede la capacità di assorbire temporaneamente l'energia, la sapienza, così come i superpoteri di un altro essere toccandolo, facendo di lui un formidabile nemico per l'Uomo d'Acciaio. Nel 2009, il Parassita fu inserito come 61° più grande criminale dei fumetti di tutti i tempi dalla IGN.

## Biografia del personaggio

### Pre-Crisi

#### Raymond Maxwell Jensen
Raymond Maxwell Jensen era un poco di buono che aveva un lavoro da seminatore di piante in un centro di ricerca. Credendo erroneamente che le paghe della compagnia si trovassero in dei contenitori di stoccaggio, Maxwell ne aprì uno e fu bombardato da energie provenienti da un materiale tossico, che lo trasformò in un'entità parassitica, dal colore porpora, un Parassita; ogni qualvolta toccasse qualcuno, ne assorbiva le proprietà fisiche e mentali. Toccando Superman assorbì istantaneamente una frazione dei suoi poteri super umani. In un'occasione, mentre tentava di assorbire una quantità maggiore dei poteri del suo avversario, il suo corpo si disintegrò per qualche tempo, a causa della pressione delle sue cellule. Nonostante quelle abilità, il Parassita entrò in depressione per l'impossibilità di abbracciare la moglie e i figli. Il Parassita fece una serie di comparse prima delle Crisi, tuttavia, non trovò mai un modo efficace di battere definitivamente Superman. Comunque, il Parassita conosceva l'alter ego del suo nemico, e spesso utilizzava questa conoscenza per attaccare Clark Kent. Ottenendo intelligenza sufficiente dai suoi multipli incontri con Superman, il Parassita utilizzò il mezzo per la rianimazione delle piante dormienti per destare il nemico della Terra 2 Solomon Grundy, creando così una nuova versione della creatura per sbarazzarsi di Superman. In un'altra occasione, riuscì a trasferire i poteri di Air Wave nel corpo dell'avversario del giovane eroe, Davy Jones, temporaneamente.
Il Parassita fu uno dei personaggi principali nel secondo crossover Marvel/DC tra l'Uomo Ragno e Superman. In questa storia, fu reclutato dal Dottor Destino come agente del suo piano di conquista del mondo, spazzando via ogni fonte di potere grazie al suo reattore a fusione. Destino affermò che il Parassita sarebbe servito da invincibile guardia del corpo, catturando l'Increbile Hulk e Wonder Woman e donando al Parassita un equipaggiamento che gli consentisse di conservare i poteri assorbiti per un periodo più lungo. Tuttavia, le vere intenzioni di Destino era quello di uccidere il Parassita facendogli assorbire più potere possibile, così che le sue cellule sarebbero collassate da sole, dando così accesso ad un cristallo che avrebbe permesso a Destino di perfezionare il reattore. Il piano fu sventato quando il Parassita assorbì per qualche tempo i poteri dell'Uomo Ragno, che donandogli il dono del senso di ragno, lo avvisarono del piano di Destino e lo fecero ribellare, sebbene fu poi fermato da Superman grazie ad un guanto di Destino che lo aiutò ad evitare di farsi indebolire.

### Post-Crisi

#### Rudy Jones
Originariamente un totale fannullone, Rudy Jones fu trasformato nel Parassita mentre lavorava come custode alla filiale di Pittsburgh dei Laboratori S.T.A.R.. Senza nessun testimone, il Signore di Apokolips, Darkseid, ricordò il Parassita pre-Crisi e manipolò Rudy così che divenisse la versione moderna. Fece pensare a Rudy che un bidone dell'immondizia valeva qualcosa. Quando Rudy lo aprì fu esposto a strane radiazioni che lo tramutarono in un criminale calvo dalla pelle verde. Adesso, Jones possedeva l'abilità di assorbire l'energia vitale degli altri, lasciandone solo le ossa. Questo potere era necessario per la sua sopravvivenza, poiché il suo corpo era in uno stato costante di fame d'energia, che non poteva sostenere da solo. Durante questo tempo, Martin Stein, una metà della matrice di Firestorm, sapeva di stare per morire e decise di distruggere tutte le armi nucleari del pianeta. Questo non fu visto di buon occhio dai governi della Terra, in particolare da quello degli Stati Uniti, che inviarono la Suicide Squad a Times Square, mentre Firestorm presiedeva ad una conferenza. Le cose subito degenerarono quando la Squad e la Justice League, nel tentativo di fermare Firestorm si combatterono l'un l'altra, e il Parassita fu liberato. Dopo di ciò, divenne furioso e quasi uccise Multiplex, solo per essere portato sotto controllo di entrambe le squadre. Più tardi, attaccò il nuovo Firestorm, che lo sopraffece facilmente e lo lasciò quasi morto.
Durante una delle sue permanenze alla Prigione di Belle Reve, i dottori tentarono di renderlo nuovamente umano. Nonostante le loro intenzioni, i dottori riuscirono solo a trasformare il colore della sua pelle da verde a porpora, e incrementarono inavvertitamente la capacità dell'assorbimento di potere, rendendolo capace di nutrirsi delle altre forme d'energia, come l'elettricità e il calore. Dopo un tot di anni, il Parassita finì coinvolto nel salvataggio di Superman, così da prevenire che sovraccaricasse l'energia solare. Rudy e Superman si batterono a lungo sulla Luna dove Superman incontrollabilmente rilasciò un'immensa scarica di visione calorifica che il Parassita assorbì, che lo ingigantì in un mostro con la bocca simile a quella di una sanguisuga. Questa mutazione aumentò ancora di più le abilità assorbenti di Rudy, così che potesse assorbire anche l'inerzia degli oggetti in movimento, così come rendendolo invulnerabile agli attacchi psichici di ogni potenza, fino ad assorbire l'energia attraverso un collegamento mentale come spiegato quando Dubbilex lo attaccò mentalmente. La sua taglia extra ebbe una discesa, tuttavia, perché in quello stato il suo corpo necessitava di più energia e più frequentemente per poter restare vivo.
Sfortunatamente per uno scienziato che studiò Rudy durante uno dei suoi periodi di incarcerazione, fu ingannato da Lex Luthor e assorbito dal Parassita. Questa assimilazione fu differente dalle altre per Rudy, forse perché a causa del periodo di detenzione ai Laboratori S.T.A.R., mentre cercavano di cambiare la sua fisiologia, una frazione della mente del Dr. Torval Freeman divenne parte di lui. Questa intelligenza combinata fece di lui una minaccia ancora più pericolosa. Fu più tardi reclutato da Morgan Edge per divenire membro della seconda Squadra di Vendetta su Superman. Dopo che i poteri di Superman cambiarono da tradizionali a basati sull'energia, il Parassita tornò per vedere cosa avrebbe potuto assorbire dall'Uomo d'Acciaio. Tuttavia, a quel punto, Superman non riusciva ancora a controllare del tutto i suoi poteri e quasi uccise il Parassita. Più tardi, il Parassita tornò nuovamente, cercando di mettere Superman nei guai, ma ritrovandosi a scontrarsi con Supergirl invece, assorbendo alcuni dei suoi nuovi poteri angelici e quasi uccidendosi a causa del "giudizio divino" delle nuove "ali" di Supergirl.
Ad un certo punto, Rudy fu contattato per assorbire l'eccessiva energia elettromagnetica di un'aliena di nome Strange Visitor, poiché essa non riusciva a controllarla a pieno. Questa esposizione all'aliena mutò nuovamente il Parassita, donandogli l'abilità di assorbire permanentemente l'intelletto delle sue vittime e di mantenere l'energia rubata per un periodo di 24 ore. Come Torval Freeman, Rudy assorbì anche un mutaforma nella sua biologia, permettendogli di assumere l'aspetto fisico delle sue vittime.
Dopo essere scappato dai Laboratori S.T.A.R. agli inizi del 2000, il Parassita cominciò a crearsi un piano per ritornare alla carica su Superman. Cominciò a pedinare Lois Lane e Jimmy Olsen nel tentativo di arrivare alle persone più care all'eroe. Il Parassita assunse le sembianze di una sua vittima precedente, un uomo anziano, e corse verso un pandemonio da lui causato una sera, finché Lois non venne in suo aiuto. Non sapendo di venire a contatto con il Parassita, un semplice tocco fu ciò che servì a Rudy per sapere di più su Superman. Rudy fu sorpreso di aver appreso l'identità segreta di Superman da Lois Lane. Quindi si diede da fare per un nuovo piano, in quanto si rese conto di quanto Lois fosse importante per Superman. Così, il Parassita assunse le sembianze di Lois e buttò emozionalmente giù Superman fingendo di essere una Lois disprezzata, apparentemente impegnata in una relazione con Lex Luthor durante il suo processo. In un gesto di rabbia non caratteristica di Lois Lane, colpì Clark scaraventandolo fuori dalla finestra fino sulle strade di Metropolis. Poco dopo di ciò, Il Parassita si rivelò a Superman. Ma Rudy non poteva riuscire a controllare il fatto che solo lui, come Parassita, era riuscito a battere Superman. Proprio mentre il Parassita stava per abbattere il suo ultimo colpo al suo esausto avversario, Rudy crollò, completamente sfinito dalla kryptonite avvelenata assorbita da Superman, senza che nessuno dei due lo sapesse. Quando Superman chiese a Rudy per quanto tempo aveva finto di essere Lois, questi gli raccontò tutta la storia. Nell'ultimo istante, il Parassita disse a Superman che aveva bisogno di essere in contatto con Lois ogni 24 ore per ricaricarsi e mantenere le sue sembianze, confermando che lei era ancora viva. Gli disse anche che Lois lo amava come lui non avrebbe mai saputo, e che lo amava in un modo in cui nessuno avrebbe mai amato lui. Morì prima di poter dire a Superman dove si trovasse Lois.
Superman inizialmente tentò di trovarla da solo, ma i suoi sforzi furono ostacolati da un attacco di avvelenamento da kryptonite, e Acciaio fu costretto a contattare Batman per aiutare nell'investigazione. Accompagnato da Superman, Batman scoprì una traccia della recente scomparsa della tana del Parassita, e Lois fu presto ritrovata e salvata dai due eroi. Lex Luthor, con cui il Parassita finse una relazione sentimentale, si infuriò quando seppe dei piani del Parassita. Come tale, Luthor fece tutto il possibile per ottenere i resti del Parassita.
In Justice League of America n. 2, il Parassita fu trovato rintanato in St. Roch, in Louisiana, dove utilizzava i suoi poteri di assorbimento per neutralizzare i poteri dei criminali, a pagamento. Non fu spiegato come Rudy sopravvisse alla sua morte per avvelenamento da radiazioni di kryptonite anni addietro, sebbene Jones fosse stato precedentemente mostrato capace di rigenerare il suo intero corpo anche nel caso di un rogo che lasciasse solo le ossa, quindi potrebbe essere semplicemente guarito dalle radiazioni. Il come fuggì dalla custodia di Lex Luthor è un'altra questione. C'è anche la possibilità che il Parassita non sia affatto Rudy/Torval; sul suo volto mancavano i denti distintivi della sua carriera, il suo vocabolario era molto più sofisticato di quanto non fosse in precedenza, sebbene questa potesse risultare come la possibilità che la personalità prevalente sia quella di Torval Freeman, in più il suo costume era molto simile a quello indossato da Maxwell Jensen, che il Parassita post-Crisi non aveva mai indossato. L'unica caratteristica del Parassita mostrata in Justice League of America è la sua statura massiccia e imponente.
In Action Comics Annual n. 10, un'immagine del Parassita si vide come parte di "Superman's Top 10 Most Wanted" che aveva una somiglianza con il Parassita di Justice. Questa versione del Parassita comparve più tardi in Action Comics n. 751 indossando il costume visto in Superman: La Serie Animata, e fu più tardi visto come membro della Lega dell'Ingiustizia of America. Non fu rivelato se questo Parassita fu lo stesso comparso in Justice League of America vol. 2 n. 2, ma fu rivelato che era il resuscitato Rudy Jones in Superman: Last Son.
Nella storia Nuovo Krypton, dove 10000 kryptoniani furono liberati dalla città bottiglia di Kandor, i kandoriani decisero di prendersi la responsabilità di eliminare tutti i nemici di Superman. Un gruppo di kandoriani liberarono il Parassita dalla prigione, uccidendo parecchie guardie, e lo trasportarono nella zona fantasma. Superman lo liberò così che potesse tornare a Belle Reve, ma il Parassita fuggì.

#### Alex e Alexandra Allston
Dopo che il criminale Ruin (in segreto il Professor Hamilton) fece alcuni esperimenti, debuttarono due nuovi Parassiti, uno viola e l'altro verde. I due nuovi Parassiti erano due adolescenti di nome Alex ed Alexandra, che cercavano vendetta su coloro che avevano reso difficile la loro vita; furono presto sconfitti da Superman durante una battaglia. Dopo aver tentato la fuga da una prigione per metaumani, Alex fu ucciso da un membro della OMAC, mentre sua sorella Alexandra fuggì e si unì alla Società segreta dei supercriminali sotto Alexander Luthor Jr..

## Poteri e abilità
Tutti i Parassiti sono capaci di assorbire temporaneamente l'energia vitale, i poteri e i ricordi degli altri esseri viventi, lasciando solo cadaveri appassiti. Sono capaci anche di assorbire ogni forma d'energia ed utilizzarla a loro piacere.
Rudy Jones ed il Dottor Torval Freeman ottenevano la super forza, la super agilità e l'invulnerabilità assorbendo l'energia degli altri.
Dopo il contatto con Strange Visitor, i poteri del Parassita cambiarono, permettendogli di mantenere l'energia rubata più a lungo. Da qualche parte Rudy e la sua controparte scienziata, ottennero il potere di mutare la loro sembianza. Il Parassita, non solo succhiava l'energia delle sue vittime, poteva anche diventare le sue vittime fino al livello del DNA.
Il Parassita ha però un grande punto debole che non può contrastare in alcun modo: quando assorbe i poteri di un avversario, ne riceverà automaticamente anche i difetti e le debolezze, e non c'è modo di evitare questo processo cumulativo nemmeno se già ha assorbito poteri tali che dovrebbero evitare la vulnerabilità. Per esempio, quando ha assorbito i poteri di Superman e Livewire, ha ereditato anche la debolezza all'acqua di quest'ultima, malgrado possedesse anche la quasi totale invulnerabilità di Superman che avrebbe dovuto proteggerlo (non essendo Kal-El vulnerabile all'acqua); l'aver assorbito i poteri del kryptoniano poi lo ha reso estremamente vulnerabile alla kryptonite e alle altre debolezze dell'Uomo d'Acciaio (e questo sempre pur avendo già assorbito i poteri di altri super esseri). In sostanza, l'assorbimento dei super poteri di ciascun metaumano comporterà (paradossalmente) per il Parassita un aumento delle sue debolezze, permettendone così la sconfitta.

## Altre versioni

### Superman: Red Son
In Superman: Red Son, un'incarnazione del Parassita è uno dei vari nemici di Superman creati dal Dr. Lex Luthor.

### All Star Superman
Un'incarnazione del criminale comparve in All Star Superman n. 5 della DC Comics come antagonista della trama secondaria. Viene sorpassato da Clark Kent, che intervistò Lex Luthor, prigioniero del Braccio della Morte nel penitenziario di "Stryker's Island". Clark fu sorpreso nel vedere il Parassita; l'entità si nutrì dell'energia rilasciata nell'ambiente da Superman. Questo gli fornì abbastanza potere perché potesse trovarsi in uno stato di rabbia omicida. L'enorme quantità d'energia fece sì che il parassita si evolvesse in qualcosa di più di un corpo con una bocca. Clark utilizzò un sotterfugio e la sua forza per infine sconfiggere il suo nemico.

### Kingdom Come
Nella miniserie Kingdom Come, il Parassita fu coinvolto nell'esplosione che distrusse il Kansas. Assediato da un gruppo di metaumani guidati da Magog, il debole Parassita in disperazione, squartò Capitan Atomo, tagliando il suo guscio esterno e facendo eruttare tutta l'energia nucleare del Capitano. L'esplosione conseguente distrusse tutto all'interno di un enorme raggio che annientò milioni di persone. Con l'eccezione di Magog e dell'enorme eroe Lega, nessun metaumano coinvolto nella battaglia, né il Parassita, vennero mostrati vivi nel resto della storia.

### Justice
Nella miniserie Justice compare la versione pre-Crisi senza faccia del Parassita come parte della Legion of Doom. Mentre non venne identificato con un nome all'interno della storia, fu rivelato, dai file del computer di Batman, che questa versione del Parassita è Maxwell Jensen.

### JSA: The Liberty Files
Nella seconda miniserie JSA: The Liberty Files, intitolata "JSA: The Unholy Three", il Parassita era un ex agente del KGB che lavorava freelance come killer a contratto.

### Elseworld
In Marvel Tresuty Edition n. 28, il Dottor Destino manipolò Hulk per liberare il Parassita dal carcere, così che lui e Destino entrarono in conflitto con Superman e l'Uomo Ragno.

## Altri media

### Televisione
- Il Parassita comparve per la prima volta nel film animato degli anni cinquanta Adventures of Superman. Tuttavia, nonostante lo stesso nome e potere, la sua comparsa animata aveva pochissimo in comune con la sua controparte dei fumetti. Qui, il Parassita era un ladro di nome I.C. Harris, che fu descritto come un uomo pelato con i baffi, e che non aveva la pelle porpora. Nell'episodio, Superman fece assorbire coscientemente tanto potere al Parassita, che esplose.
- Nell'episodio "Injustice" della serie televisiva Smallville, Rudy Jones, alias il Parassita, comparve con Livewire (Leslie Willis), Neutron (Nathaniel Tryon), e Plastique (Bette Sans Souci), formanti un gruppo di metaumani in cerca di Davis Bloome, alias Doomsday. I suoi poteri sono simili a quelli della sua controparte delle serie animate, con l'unica eccezione che assorbe permanentemente i poteri e l'energia di chi tocca, e può anche restituirli. Non è ancora chiaro se Jones poteva assorbire anche le memorie delle sue vittime. Quando Rudy prende le abilità di qualcuno, un'immagine di una figura porpora esce dal suo corpo, entrando nelle sue vittime, che quindi esce e ritorna al proprietario con i poteri assorbiti. Questa figura somiglia al modo di comparsa del Parassita nei fumetti.
- Il Parassita appare nella seconda stagione della serie televisiva dell'Arrowverse Supergirl, interpretato da William Mapother.

### Animazione
- Il Parassita è comparso nella serie animata Superman degli anni sessanta.
- Il Parassita è comparso nella saga d'animazione del DC Animated Universe:
  - Il Parassita comparve per la prima volta nella serie animata degli anni novanta Superman. Le origini di questo Parassita sono le stesse della sua versione fumettistica moderna e possiede il potere di imitare le voci delle sue vittime. Comparve ufficialmente nell'episodio "Feeding Time". Rudy Jones, custode ai Laboratori S.T.A.R., viene colto in una mezza rapina con un furfante di nome Martim Lebeau (doppiato in inglese dall'attore Robert Patrick) mentre stanno cercando di rubare una sostanza chimica immagazzinata in alcuni barili di proprietà sconosciuta. Quando Lebeau e Jones si fecero strada fino ad un pick-up dopo aver evaso di poco la sicurezza, la rabbia di Lebeau lo spinse a lasciare Rudy in compagnia dei barili tossici nel retro del veicolo. I barili si aprirono, imbrattando Rudy del loro contenuto, trasformandolo nel Parassita. Presto, Rudy con i suoi nuovi poteri, andò in cerca di Lebeau per vendicarsi, e quasi lo uccise prima di essere fermato dall'intervento di Superman, da cui il Parassita riuscì a prendere una grande quantità d'energia, indebolendolo gravemente. Con i poteri di Superman, il Parassita va su tutte le furie e trovando l'eroe nel suo appartamento lo prosciuga di nuovo, scoprendo la sua doppia identità (come Clark Kent e non come Kal-El), e lo intrappola all'interno di un locale caldaia nei Laboratori S.T.A.R. come "ricarica quotidiana" per le sue attività criminali. Mentre il Parassita se ne va, Jimmy Olsen inciampa su Superman nel locale caldaia e lo libera proprio nel momento del ritorno del Parassita che quasi lo uccise. Superman, avendo riottenuto un po' della sua forza, si cala nella sua armatura anti-kryptonite di lega titanio-piombo e ingaggia una battaglia con il Parassita. Lo scontro termina quando il Parassita afferra un pezzo di kryptonite che lo prosciuga dei poteri presi a Superman e lo lascia in uno stato di incoscienza e amnesia. Fu più tardi incarcerato in una camera di contenimento nei Laboratori S.T.A.R.. In "Two's Crowd", il Parassita diventa un protagonista di supporto. Superman e Maggie Sawyer chiedono l'aiuto del Parassita per assorbire informazioni su una bomba atomica nascosta dall'ex scienziato del Laboratori S.T.A.R. Earl Garver, che giace svenuto. Il Parassita acconsente in cambio di una TV via cavo. In qualche modo, il cervello di Earl Garver prende il sopravvento sul corpo del Parassita. Dopo aver rivelato l'ubicazione sbagliata della bomba, Superman è costretto a portare il Parassita sul luogo della bomba, mentre nella mente del Parassita, Rudy e Earl combattono per il controllo del corpo. Superman e Rudy Jones fermarono Earl e la bomba, e Rudy riottenne il controllo del suo corpo. Con l'incarcerazione di Earl Garver, il Parassita ritorna allo sconto della sua pena. Il Parassita fece la sua comparsa finale nella serie nell'episodio "Double Dose", dove Livewire lo fa fuggire di prigione e forma con lui un'alleanza particolare per sconfiggere Superman. Tuttavia, l'avidità del Parassita ottiene il meglio da lui, quando tenta in ogni modo di prendere il potere di Livewire. Ogni tentativo fallisce, finché i due non incontrano Superman, protetto sia da Livewire che dal Parassita, da uno strato di lattice. Livewire lo infrange, tuttavia, con l'azoto liquido, così che il Parassita riesca a prosciugare Superman dei suoi poteri, per poi ribellarsi a Livewire e prosciugando anche lei, con l'intento di intrappolarli entrambi da qualche parte ed utilizzarli come ricarica quotidiana, come in "Feeding Time". Con i poteri di Superman e Livewire, il Parassita si scontra da solo con Superman, ma viene ingannato quando Superman gli fa bruciare una scopa innescando l'allarme antincendio che prosciuga il Parassita di tutti i suoi poteri e della memoria, tanto da non ricordare nemmeno sé stesso. Viene quindi arrestato e riportato in prigione.
  - Il Parassita comparve anche nella serie animata del 2000 Justice League. Gorilla Grodd lo recluta per la sua nuova versione della Società Segreta, insieme a Giganta, Killer Frost, Sinestro e al resuscitato Clayface, che sconfissero la Justice League nell'episodio "Secret Society". Ancora una volta, tenta di assorbire i poteri di Superman, Wonder Woman e Flash, e vanifica anche il tentativo di Batman di fermarlo, ma viene preso a pugni e allontanato da Martian Manhunter, che è immune al potere del Parassita. Alla fine, venne sconfitto da Wonder Woman, che lo fa oscillare su uno stadio da football con il suo lazzo magico, finché non finisce contro un cartellone.
  - Nella serie animata Justice League Unlimited, sconfigge Elongated Man e Metamorpho prima di essere fermato dall'intervento di Capitan Marvel. Viene visto più in là come membro della nuova Società Segreta di Gorilla Grodd. Nel finale in due parti della serie Justice League Unlimited, il Parassita è tra i criminali creduti morti dopo che Killer Frost li congela in un blocco di ghiaccio, e più tardi l'intero sito fu distrutto da Darkseid.
  - Una versione futura del Parassita come uno dei nemici della JLA come membro della Iniquity Collective nell'episodio crossover tra Justice League Unlimited/Batman Beyond "Epilogo". Durante la battaglia, viene sconfitto da Warhawk. Non è chiaro se questo Parassita è la stessa versione delle serie precedenti, a causa di questo nuovo look più grottesco del suo corpo comparso nei fumetti come nuovo Parassita, sebbene quest'ultimo sia il più probabile, dovuto alle dimissioni di Rudy Jones come Parassita prima degli eventi di Batman Beyond.
  - Un Bang Baby di nome Sanguisuga, comparve in un episodio della serie animata Static Shock. Nel suo tentativo di diventare un metaumano completo, rubò i poteri da Ebon, Talon e Hotstreak, ma viene battuto da Static. La sua pelle è di colore verde e i suoi poteri sono simili a quelli del Parassita.
- Il personaggio è comparso anche nelle altre serie animate Young Justice, Justice League Action, Harley Quinn, My Adventures with Superman e Kite Man: Hell Yeah!.

#### Film d'animazione
- Il personaggio è comparso in cameo nei film d'animazione Superman/Batman: Nemici pubblici e All-Star Superman.
- Il Parassita è comparso anche come antagonista principale nel film d'animazione Superman: Man of Tomorrow (nonché il primo capitolo del secondo arco narrativo della serie cinematografica d'animazione del DC Animated Movie Universe: Tomorrowverse).

### Videogiochi
Brian George riprese il suo ruolo come Parassita Capo nel videogioco Superman: Shadow of Apokolips per Nintendo GameCube e PlayStation 2. Il Parassita è comparso nel videogioco DC Universe Online come uno dei numerosi personaggi giocabili.
Parassita, nelle vesti di Rudy Jones, è apparso anche come personaggio nel videogioco LEGO DC Super-Villains. Il personaggio è ottenibile solo dopo una missione secondaria a lui dedicata.